# Swainswick
Swainswick is een civil parish in het bestuurlijke gebied Bath and North East Somerset, in het Engelse graafschap Somerset met 265 inwoners.

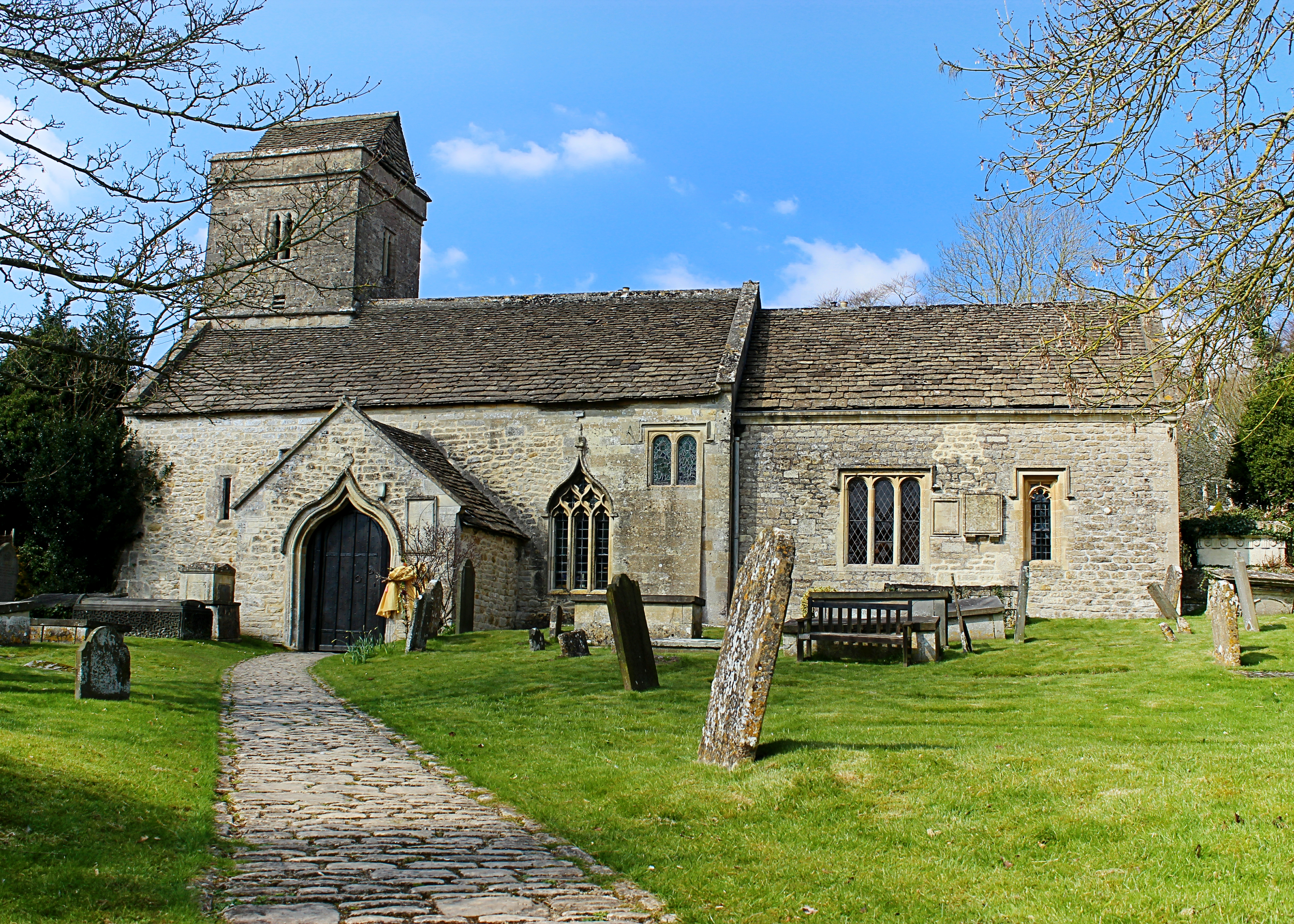
Kerk Church of St. Mary the Blessed Virgin